# Eutopia (povestire)
„Eutopia” (în engleză „Eutopia”) este o povestire științifico-fantastică din 1967 scrisă de Poul Anderson. A apărut prima dată în 1967 în volumul Viziuni periculoase (în engleză Dangerous Visions) editat de Harlan Ellison.
A apărut ulterior în antologia din 1981 a lui Poul Anderson, The Dark Between the Stars, și în The Best Alternate History Stories of the 20th Century (2001).
În limba română volumul și povestirea au apărut la Editura Trei, în anul 2013.

## Prezentare
La începutul povestirii, protagonistul (Iason Philippou) explorează diverse universuri paralele. Înainte de a începe povestea, el a vizitat Statele Unite ale Americii din universul nostru și a avut o impresie foarte proastă, considerând-o „o cultură bolnavă”. El revine apoi în linia de timp în care are loc cea mai mare parte a narațiunii. În această cronologie, Europa occidentală creștină a fost copleșită în secolul al X-lea de atacul combinat al vikingilor scandinavi dinspre nord, al maghiarilor dinspre est și al arabilor dinspre sud. După aceea, califatul arab s-a dezintegrat datorită discordiei interne în timp ce vikingii și maghiarii, care și-au păstrat religiile originale, au dominat Europa și, în cele din urmă, au colonizat America de Nord. Au dezvoltat o tehnologie înaltă, inclusiv energia nucleară, păstrând în mare parte cultura lor medievală și structurile sociale. Această Americă de Nord, împărțită în numeroase principate independente, este mult mai puțin populată decât cea din lumea noastră, cu mari suprafețe de natură practic neatinse. Deși erau inferior social față de scandinavi și maghiari, nativii americani din această cronologie par să fi avut o soartă mai bună decât în istoria noastră.
Povestea începe cu Iason fugar, fiind căutat într-un tărâm scandinav unde a fost oaspete și unde a comis o infracțiune nespecificată suficient de gravă pentru a justifica uciderea sa dacă este prins. Își croiește drum spre un tărâm maghiar unde cere refugiu. În timp ce Iason stă acolo, o femeie nativ-americană încearcă să-l seducă - dar acesta refuză, afirmând că este „sub jurământ”. De fapt, se grăbește să se întâlnească cu conducătorul local maghiar ca să aibă promisiunea acestuia fermă că nu va fi extrădat, înainte ca urmăritorii săi scandinavi să aibă șansa de a vorbi cu maghiarii. Această precauție a fost bine întemeiată - după ce a vorbit cu omologul său scandinav, conducătorul maghiar s-a înfuriat pe Iason, declarând: „Ai smuls jurământul de la mine, dacă aș fi știut ce ai făcut, te-aș fi omorât chiar eu!”. Cu toate acestea, jurământul nu poate fi încălcat, iar Iason este dus către locul în care el ar putea ajunge în sfârșit înapoi în universul său de origine - în „Eutopia”, nume care dă titlul povestirii, un Pământ în care Grecia clasică a ajuns să domine planeta. Se consultă cu un superior (Daimonax) și se plânge de barbarismul oamenilor pe care i-a întâlnit, dar Daimonax îl contrazice, afirmând că oamenii au păreri diferite despre ceea ce înseamnă să fii civilizat și că societatea planificată cu atenție a Eutopiei ar fi putut pierde simplele plăceri ale vieții. Povestea se încheie pe măsură ce se dezvăluie că Iason a sedus și s-a culcat cu un băiat tânăr (fiul gazdei sale scandinave anterioare), totul înainte de începutul povestirii; cultura scandinavă și maghiară având împreună un tabu puternic împotriva homosexualității, în timp ce lumea lui Iason a păstrat vederile grecești clasice. În concluzie se dovedește că „Niki” către care gândurile protagonistului continuă să se întoarcă este porecla lui Nikias, un băiat tânăr din Eutopia care este iubitul lui Iason.

## Personaje
- Iason Philippou - Comerciant (personaj principal)
- Ottar Thorklesson - gazda lui
- Leif Ottarsson - fiul lui Ottar
- Nikias Demostheneou - iubitul lui Iason
- Daimonax Aristides - superiorul lui Iason, responsabil cu proiectul care îi permite lui Iason să exploreze diferite universuri paralele

## Primire
Algis Budrys a spus că Anderson a scris cel mai bine „atunci când nu încearcă să șocheze oamenii. Cred că ar putea scrie cel mai bine atunci când se mulțumește să-i facă pe oameni să gândească, așa cum a făcut-o mulți ani înainte. Asta e, de obicei, destul de șocant.”

## Legături externe
- en  Istoria publicării lucrării Eutopia la Internet Speculative Fiction Database

## Vezi și
- 1967 în științifico-fantastic